# Mencía
Mencía là một giống nho Tây Ban Nha chủ yếu được tìm thấy ở phía tây bắc của nước này. Nó được trồng trên hơn 9.100 hécta (22.000 mẫu Anh) và chủ yếu được tìm thấy ở các vùng Bierzo, Ribeira Sacra và Valdeorras.
Hầu hết các loại rượu vang được sản xuất từ Mencía theo truyền thống là loại rượu vang đỏ nhẹ, nhạt, tương đối thơm để tiêu thụ sớm. Phong cách rượu vang này là kết quả của các đồn điền hậu Phylloxera trên các đồng bằng màu mỡ, có xu hướng cho năng suất cao nhưng rượu pha loãng. Trong những năm gần đây, các loại rượu vang tập trung và phức tạp hơn đã được sản xuất bởi một thế hệ nhà sản xuất rượu vang mới, chủ yếu từ những cây nho cũ mọc trên sườn đồi, thường trên đất đá phiến, kết hợp với quản lý vườn nho cẩn thận. Điều này đã dẫn đến một mối quan tâm mới đối với Mencía và Denominaciones de Origen khi sử dụng nó, như Bierzo, Valdeorras, Ribeira Sacra và Liébana ít được biết đến.
Kể từ những năm 1990, nho ngày càng phổ biến và ngày càng có nhiều nhà sản xuất rượu vang Tây Ban Nha đang sử dụng nó.

## Mối liên quan với các loại nho khác

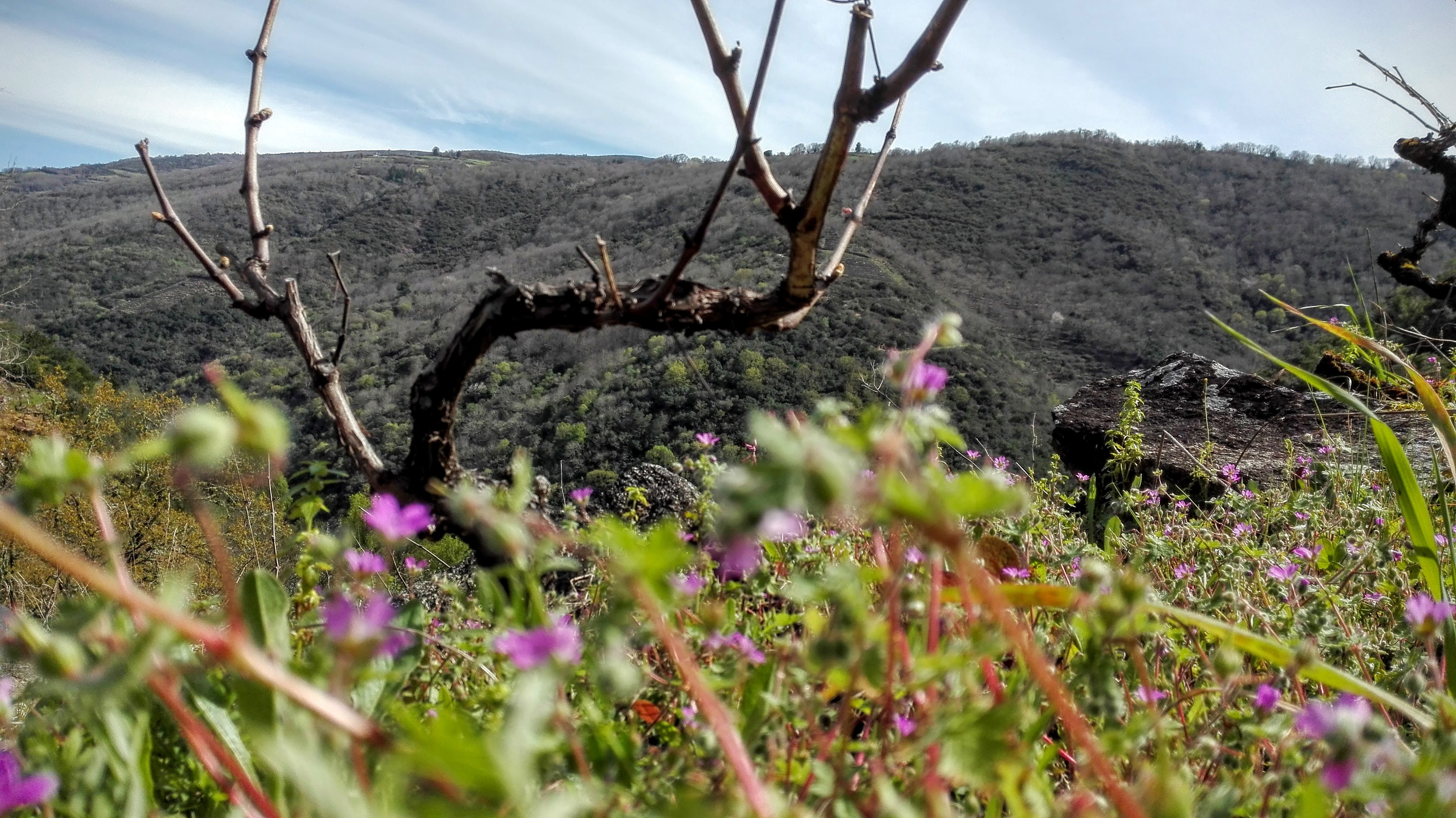
Cánh đồng nho

Nó từng được cho là một bản sao cổ xưa của Cabernet Franc, với chung một số mùi hương của nó, một ấn tượng đã bị xua tan bởi nghiên cứu hồ sơ DNA.
Thay vào đó, hồ sơ DNA được thực hiện bởi Khoa Sinh học Thực vật của Đại học Politécnica de Madrid đã kết luận rằng Mencía giống hệt với giống nho Jaen do Dão của Bồ Đào Nha  (hay gọi tắt là Jaen). Tuy nhiên, mới đây, nó đã được xác định thông qua phân tích DNA dưới kính hiển vi (hay còn gọi là DNA profiling) rằng, trái với những gì trước đây người ta tin, Mencía (Jaén làm DAO) nhiều khả năng có nguồn gốc từ Bồ Đào Nha vì nó là kết quả của kết quả giữa Alfrocheiro và Patorra, hai giống nho đỏ từ người Dao và các vùng Douro ở Bồ Đào Nha tương ứng .

## Đồng nghĩa
Trong những năm qua, Mencía đã được biết đến dưới nhiều từ đồng nghĩa bao gồm: Fernao Pires Tinta, Giao, Jaen, Loureiro Tinto, Mencin, Negra, Negro, Mencia Roble, Tinto Mencia và Tinto Mollar.